# Notoxenoides acalama
Notoxenoides acalama är en kräftdjursart som beskrevs av Brian Frederick Kensley1984. Notoxenoides acalama ingår i släktet Notoxenoides och familjen Paramunnidae. Inga underarter finns listade i Catalogue of Life.